# Suave (Kiss Me)
«Suave (Kiss Me)» en español: «Suavemente (Bésame)» es una canción interpretada por la cantante cubana Nayer en colaboración del rapero cubano Pitbull y el cantautor congoleño Mohombi.
Fue lanzado como sencillo el 3 de octubre de 2011 en formato digital.
Fue producido por RedOne y contiene elementos de Suavemente, canción popularizada por Elvis Crespo en 1998.

## Video musical
Fue estrenado el 25 de octubre de 2011 a través de la cuenta de Pitbull en YouTube. Muestra a Nayer en una playa (cuya ubicación solo la conocen hasta ahora Nayer, Mohombi y Pitbull), junto a Pitbull y Mohombi interpretando la canción.

## Posicionamiento en listas
| Listas (2011)             | Mejor posición |
| ------------------------- | -------------- |
| Canadá (Canadian Hot 100) | 34             |
| Francia (SNEP)            | 26             |
| Eslovaquia (IFPI)         | 19             |